# Vojaška organizacija
Vojaška organizacija je struktura vojske ki državi omogoča da zaščiti svoje ozemlje, oziroma nudi vojaške sposobnosti, kot jo zahteva državna obrambna politika. Vojaška organizacija se nagiba k uporabi hierarhije. Pod vojaško organizacijo nekatere države tudi vključijo paramilitarne enote kot so na primer italijanski Karabinjerji. 
Vojska se po navadi deli na naslednje zvrsti:
- Kopenska
- Mornariška
- Zračna
- Specialne

Slovenska vojska je ena od izjem, saj se ne deli na zvrsti. Vsem tem silam poveljuje general štab oziroma načelnik generalštaba. 

## Kopenska zvrst
Tabela prikazuje moderno hierarhijo v kopenski zvrsti. Kopenske sile se delijo na pehoto, oklepne enote, izvidnike, artilerijo, vojaške  inženirje, vojaško policijo, logistiko in specialne enote. Najmanjša enota, ki je za krajši čas sposobna samostojnega delovanja, je v moderni organizaciji načeloma vod, vendar se to razlikuje med oboroženimi silami.
| NATO simbl | Ime           | Število oseb   | Sestava                        | Čin povelnika                                      |
|            | Ognjena ekipa | 2-5            | -                              | OR-2 Poddesetnik OR-3 Desetnik                     |
|            | Odred         | 5-20           | 2-4 Ognjenih ekip              | OR-4 Naddesetnik OR-5 Vodnik OR-6 Višji vodnik     |
|            | Vod           | 20-60          | 2+ Odreda                      | OR-7 Štabni vodnik OF-1 Nadporočnik                |
|            | Četa          | 60-250         | 2-8 Vodov                      | OR-8 Višji štabni vodnik OF-2 Stotnik              |
|            | Bataljon      | 300-1.000      | 2-6 Čet                        | OR-9 Višji praporščak OF-3 Major OF-4 Podpolkovnik |
|            | Polk          | 1.000-3.000    | 2+ Bataljonov, 2-6 Čet         | OF-5 Polkovnik                                     |
|            | Brigada       | 1.000-6.000    | 2-8 Bataljonov                 | OF-5 Polkovnik OF-6 Brigadir                       |
|            | Divizija      | 10.000-20.000  | 2-8 Brigad ali Polkov          | OF-7 General majur OF-8 General podpolkovnik       |
|            | Korpus        | 20.000-60.000  | 2+ Diviziji, ali nekaj Brigad  | OF-8 General podpolkovnik OF-9 General             |
|            | Armada        | 60.000-200.000 | 2+ Korpusov, ali nekaj Divizij | OF-9 General                                       |

### Pehota
Pehota je vojaška specializacija znotraj kopenske zvrsti, ki se direktno vpleta v bojevanje na bojišču v prvih bojnih linijah. Je naj bolj množičen tip specializacije v katerikoli vojski saj potrebuje najmanj urjenja. Poznamo več tipov pehote in sicer Lahka pehota, Motorizirana pehota, Mehanizirana pehota, Gorska pehota, Zračno deseantna pehota, Padalska pehota in Jurišna pehota.
| NATO simbol | Ime                    | Opis |
| ----------- | ---------------------- | --- |
|             | Pehota                 | Generičen simbol za pehoto.                                                                                      |
|             | Motorizirana pehota    | Pehota, ki uporablja za prevoz tovornjake ali lahke oklepnike, kot je Oškoš JLTV (Joint Light Tactical Vehicle). |
|             | Mehanizirana pehota    | Pehota, ki uporablja oklepna vozila za premik (na primer Patrija AMV 8X8).                                       |
|             | Gorska pehota          | Tip lahke lahke pehote, ki je specializiran za bojevanje v gorskem svetu.                                        |
|             | Zračno desantna pehota | Lahka pehotna enota, ki se premika s pomočjo helikopterjev.                                                      |
|             | Padalska pehota        | Lahka pehota, ki se na bojišče pristane s padalskim spustom iz letal.                                            |
|             | Arktična pehota        | Lahka pehota, ki uporablja smuči, da se premika po zasneženem terenu.                                            |

### Oklep
Oklepne enote, so vojaška specializacija, ki se za razloko od pehote bori izključno z tanki oziroma oklepniki ki imajo gosenice in bistveno večje topove. Poleg tankov sodobno vojaško bojevanje zahteva da s v enotah kombinira pehoto in tanke v skupne Oklepno-mehanizirane enote. 
| NATO simbol | ime                              | Opis                                                                   |
| ----------- | -------------------------------- | ---------------------------------------------------------------------- |
|             | Oklepna/Tankovska enota          | Oklepna enota, ki jo sestavljajo izključno tanki in morebitna podpora. |
|             | Oklepno-mehanizirana/Kombinirana | Kombinirana enota s tanki in mehanizirano pehoto.                      |

### Izvidniške
Izvidniki so vojaška specializacija, ki izvaja izvide v sovražnikove bojne linje z namenom pridobivanja informacij o sovražnikovih enotah na bojišču in samo stanje in teren bojišča. Za izvid lahko uporabljajo tudi tanke ali druge oklepnike in načine bojevanja kot so značilne za pehoto (Gorski izvidniki, arktični izvidniki...).
| NATO simbol | ime                     | Opis |
| ----------- | ----------------------- | --- |
|             | Izvidniki, Konjenica    | Nudi podporo, izvidovanje in varovanje prijateljskim silam na območju operacij                                 |
|             | Oklepni izvidniki       | Nudi podporo, izvidovanje in varovanje prijateljskim silam na območju operacij s uporabo oklepnikov.           |
|             | Helikopterski izvidniki | Nudi zračno podporo, izvidovanje in varovanje prijateljskim silam na območju operacij s uporabo helikopterjev. |

### Artilerija
V artilerijo spadajo havbice, minometi in raketometi, oziroma orožja za indirektni ogenj. Sem bi lahko prištevali tudi samomorilne drone, ki so v bistvu vodene rakete. Nekateri sem uvrščajo tudi protitankovske rakete.

### Inženiring
So vojaška specializacija, ki postavljajo bojne ovire in jarke ali pomagajo premagovati ovire, kot so minska polja, tankovske ovire, reke in druge naravne ali postavljene ovire.

### Logistika
So vojaške enote ki skrbijo za oskrbovanje vojske z materialnimi sredstvi in medicinsko oskrbo.

## Zračna zvrst
| NATO simbol | Ime               | Št. oseb    | Št. Letal | Št. podenot                  | Čin povelnika                          |
| ----------- | ----------------- | ----------- | --------- | ---------------------------- | -------------------------------------- |
|             | Posatka           | 2-4         | 0         | -                            |                                        |
|             | Dvojka, Trojka    | 10-40       | 2-3       | -                            | OF-1 Poročnik OF-1 Nadporočnik         |
|             | Odred             | 40-100      | 4-6       | 2 dvojki ali trojki          | OF-2 Stotnik OF-3 Major                |
|             | Eskadrilja        | 100-300     | 7-16      | 2-4 Odredov                  | OF-4 Podpolkovnik                      |
|             | Letalski polk     | 300-1.000   | 17-48     | 3-4 Ekskadrilj, 5-10 Odredov | OF-5 Polkovnik                         |
|             | Letalska brigada  | 1.000-5.000 | 48-200    | 2+ Letalskih polkov          | OF-6 Brigadir                          |
|             | Letalska divizija | razno       | razno     | 2+ Letalskih brigad          | OF-7 General major                     |
|             | Letalska flota    | razno       | razno     | 2+ Letalskih divizij         | OF-8 General podpolkovnik OF-9 General |

## Mornariška zvrst
| NATO simbol | Ime                    | Št. Ladji | Št. podenot                | Čin povelnika |
| ----------- | ---------------------- | --------- | -------------------------- | --- |
|             | Element                | 1         | -                          | OF-1 Poročnik korvete OF-1 Poročnik fregate OF-2 Poročnik bojne ladje OF-3 Kapitan korvete OF-4 Kapitan fregate OF-5 Kapitan bojne ladje |
|             | Eskadrilja             | 2+        | 2+ Ladji                   | OF-3 Kapitan korvete OF-4 Kapitan fregate                                                                                                |
|             | Mornarski Divizijon    | 2+        | 2+ Ladji, 2+ Eskadrilj     | OF-5 Kapitan bojne ladje OF-6 Kapitan OF-7 Kontraadmiral                                                                                 |
|             | Pomorska bojna skupina | razno     | 2+ Divizijonov             | OF-7 Kontraadmiral |
| -           | Pomorska flota         | razno     | 2+ Pomorskih bojnih skupin | OF-8 Viceadmiral OF-9 Admiral |